# Bolitophila dubia
Bolitophila dubia is een muggensoort uit de familie van de Bolitophilidae. De wetenschappelijke naam van de soort is voor het eerst geldig gepubliceerd in 1863 door Siebke.